# Abraxas melanapicata
Abraxas melanapicata là một loài bướm đêm trong họ Geometridae.